# 郭廷臣
郭廷臣（？—？），字良佐，江西南昌府南昌縣人，民籍，明朝政治人物。

## 生平
嘉靖二十五年（1546年）丙午科江西鄉試第九十三名舉人。嘉靖三十八年（1559年）中式己未科會試第一百五十八名，二甲第五十一名進士。官至山東濟南府知府。

## 家族
曾祖郭居禮；祖父郭德昌，七品散官；父郭希清。嫡母李氏；生母曾氏。慈侍下。